# Слонім Марк Львович
Марк Львович Слонім (*23 березня 1894, Новгород-Сіверський - 1976, Больє-сюр-Мер, Франція) — депутат Всеросійських Установчих зборів від Бесарабського округу.

## Життєпис
1911 завершив навчання в 3-й Одеській гімназії. Вищу освіту отримав на історико-філологічному факультеті інституті вищих наук у Флоренції 1912—1914 (1920 отримав ступень доктора) та у 1915—1918 на філософському факультеті Петроградського університету (4-5 курси), де він вивчав літературу та філософію.
Активно друкувався у провідних одеських газетах, «Вестнике Европы» (1916—1917) та інших періодичних виданнях. Активно включився у суспільно-політичну боротьбу як член партії есерів, працював пропагандистом на Румунському фронті Російської імперії (1917), був депутатом Установчих зборів від Бесарабського округу.
У жовтні — листопаді 1917 мешкав у Києві, редагував російськомовну есерівську газету «Народное дело».
У грудні 1917 — червні 1918 жив та працював в Одесі. Читав лекції в Одеському народному університеті з історії літератури, користуючись політичними свободами Гетьмана Павла Скоропадського. Але у серпні 1918 емігрував до Росії, Самари, де був членом Комуча, секретарем Державної Ради Уфімської Директорії.
1919  далі емігрував. Жив у Флоренції, Берліні, Празі, Парижі. Викладав в «Русском университете» у Празі (член Ради) та у 1922—1932 був літературним редактором та провідним критиком журналу «Воля России», «Проблеми», редактором «Новой газеты» и газеты «Социалист-революционер» (Париж), дописував до «Современных записок» (Париж) та інших видань.
Був одним з керівників «Русского заграничного исторического архива» (Прага). Масон.
У 1941 переїхав до США, де викладав російську та європейську літературу в американських коледжах. Був директором Школи вивчення епохи Відродження. Вийшов у відставку 1962 у званні почесного професора. Співробітничав у газетах «Новое русское слово», «Русская мысль», «Нью-Йорк Таймс», в «Новом журнале» тощо.
У 1963 оселився у Женеві, читав лекції у Женевському університеті. Помер у 1976 у Больє-сюр-Мер у Франції.

## Наукова спадщина
Наукова спадщина складається з суто літературознавчих робіт (наприклад, дослідження біографії та світогляду Ф. Достоєвського), історико-літературних, історико-театральних та присвячених суспільно-політичній історії. В останніх він поєднував хист публіциста, ідеолога та історика.
Перша його подібна праця була видана в Одесі у 1917. Сучасники визнали її одним з найбільш вдалих популярних нарисів історії революційного руху у Російській імперії. Автор у натхненно-піднесеній формі переконував читача у невідворотності падіння царського режиму. Розвиток революційного руху він поділив на 5 періодів: 1) ХУІІІ ст. (Новиков, Радіщєв); 2) початок ХІХ ст. (декабристи); 3) від Ніколая І до 1861 р.; 4) друга половина ХІХ ст. та 5) від Миколи ІІ до перетворення революційного руху у народну революцію у 1917. Успіх революції він пояснював поширенням соціалістичних ідей.
У наступних історичних нарисах прагнув виявити генетичний зв'язок суспільно-політичних явищ, простежити спадкоємність та відмінність у правлінні володарів Росії, зокрема, розкрити ґенезу більшовизму. Останній він вважав регресивним явищем.

## Праці
- История русской революции (от декабристов до наших дней). — Одесса, 1917;
- События прошлого и задачи будущего. — Петроград, 1917;
- Русские предтечи большевизма. — Берлин, 1922;
- 4. История русской литературы. — Т. 1-2. — Нью-Йорк, 1950, 1953.